# Гоностомовые
Гоностомовые, или гоностоматовые (лат. Gonostomatidae), — семейство глубоководных лучепёрых рыб из отряда стомиеобразных (Stomiiformes). Латинское название семейства образовано от др.-греч. γόνος — происхождение, источник — и στόμα — рот, отверстие.
Представители семейства — обычные и массовые рыбы средних слоёв толщи воды Мирового океана (т. н. мезопелагические рыбы). Большинство представителей держится на глубине 130—1500 м. Тело удлинённое, длиной от 2,9 до 20 см. Жировой плавник имеется, либо отсутствует. Фотофоры излучают зеленоватый или красноватый свет.

## Классификация
В семейство включают 8 родов, состоящих из 31 вида:
- Bonapartia Goode & Bean, 1896 — Бонапартии
- Cyclothone Goode & Bean, 1883 — Циклотоны
- Diplophos Günther, 1873 — Диплофосы
- Gonostoma Rafinesque, 1810 — Гоностомы
- Manducus Goode & Bean, 1896
- Margrethia Jespersen & Tåning, 1919 — Маргретии
- Sigmops Gill, 1883
- Triplophos Brauer, 1902 — Триплофосы